# Eclissi solare del 27 febbraio 2036
L'eclissi solare del 27 febbraio 2036 è un evento astronomico che avrà luogo il suddetto giorno attorno alle ore 04:46 UTC.